# Zbrodnia w Iziumie
Treść tego artykułu może nie być zgodna z zasadami neutralnego punktu widzenia.
 Po wyeliminowaniu niedoskonałości należy usunąć szablon [[Szablon:Dopracować|]] z tego artykułu.
Zbrodnia w Iziumie – zbrodnia wojenna[wymaga weryfikacji?] dokonana w 2022 roku w Iziumie przez Wojska Lądowe Federacji Rosyjskiej podczas inwazji Rosji na Ukrainę, późniejszych walk o miasto i jego okupacji. Szacuje się, że w jej trakcie mogło zostać zamordowanych nawet ponad 1000 osób, liczba ta nie została jednak do tej pory potwierdzona przez ONZ, które planowało wysłać do Iziumu swoich przedstawicieli, i nadal prowadzi w tej sprawie śledztwo. Masakra została odkryta i podana do publicznej wiadomości po udanej operacji odbicia miasta przez siły ukraińskie. 15 września 2022 w lesie w pobliżu Iziumu znaleziono kilka masowych grobów, w tym jeden, w którym pochowano co najmniej 440 ciał. W zbiorowych mogiłach znajdowały się ciała osób zabitych przez siły rosyjskie. Rząd ukraiński stwierdził, że podczas walk o Izium, a także w wyniku późniejszej okupacji tego miasta, życie mogło stracić ponad 1000 osób. Ukraińscy śledczy ustalili, że w jednym z grobów odkryto 447 ciał, z czego 414 zidentyfikowano jako ofiary cywilne (215 mężczyzn, 194 kobiety i 5 dzieci), oraz 22 żołnierzy. U większości zmarłych ujawniono ślady gwałtownej śmierci, a 30 ciał miało ślady tortur i wyraźnej egzekucji, w tym założone liny na szyjach, związane za plecami ręce, złamane kończyny i poważnie okaleczone genitalia; inni ludzie mogli zginąć zarówno w wyniku rosyjskiego ostrzału, jak również braku dostępu do opieki zdrowotnej. 26 września prezydent Ukrainy Wołodymyr Zełenski poinformował, że odnaleziono jeszcze dwa masowe groby „z setkami pochowanych w nich ludzi”.

## Tło
W marcu 2022 roku rozpoczęła się bitwa o Izium, jedna z większych operacji wojskowych podczas inwazji Rosji na Ukrainę. Ze względu na ważne znaczenie strategiczne, Rosjanie chcieli zająć miasto, aby siły stacjonujące w obwodzie charkowskim mogły połączyć się z wojskami z rejonu Donbasu. 1 kwietnia ukraińskie dowództwo potwierdziło, że Izium znajduje się pod rosyjską kontrolą. Pod koniec sierpnia i na początku września 2022, wojska ukraińskie rozpoczęły równoczesną kontrofensywę na kierunku chersońskim, a także w obwodzie charkowskim, w północno-wschodniej części kraju. Po nieoczekiwanym załamaniu rosyjskiego frontu, 9 września informowano o przejmowaniu kontroli nad okolicznymi miastami i wsiami przez Ukraińców, a 10 września o ostatecznym wyzwoleniu przez nich Iziumu.

## Reakcje
Wołodymyr Zełeński porównał zbrodnię w Iziumie do masakry w Buczy i wezwał świat do uznania Federacji Rosyjskiej za państwo finansujące terroryzm. Rosja odpowiedziała z kolei masową kampanią dezinformacyjną w mediach społecznościowych, mającą na celu zdyskredytowanie ustaleń śledczych. Samą zbrodnię określono jako „sfabrykowaną przez Zachód” lub twierdzono, że zabici cywile to w rzeczywistości ukraińscy żołnierze. Zapytany przez dziennikarzy o komentarz do słów prezydenta Zełenskiego, rzecznik prasowy prezydenta Federacji Rosyjskiej Dmitrij Pieskow stwierdził, że zarówno masakra w Izium, jak i w Buczy to „kłamstwa”. Hiszpańskie Ministerstwo Spraw Zagranicznych w oficjalnym oświadczeniu „potępiło masakrę” i zaapelowało o poszanowanie międzynarodowego humanitaryzmu, oraz zbadanie popełnionych zbrodni. Prezydent Francji Emmanuel Macron potępił zbrodnie w Izium popełnione pod rosyjską okupacją. Josep Borrell napisał z kolei, że Unia Europejska jest głęboko zszokowana odkryciem w Izium. „Potępiamy te okrucieństwa w najostrzejszych słowach. To nieludzkie zachowanie sił rosyjskich musi się natychmiast skończyć”. Rzecznik Rady Bezpieczeństwa Narodowego USA John Kirby powiedział, że „to wydarzenie niestety pasuje do zepsucia i brutalności, z jaką rosyjskie siły zbrojne prowadzą wojnę przeciwko Ukrainie i narodowi ukraińskiemu”. Z polskiej strony zbrodnię skomentowali Paweł Szrot, oraz Mateusz Morawiecki.
Kardynał Konrad Krajewski przybył z Zaporoża, gdzie niósł pomoc humanitarną, by wraz z biskupem Pawłem Honczarukiem z diecezji charkowsko-zaporoskiej modlić się za zmarłych.